# Felice Nazzaro
Felice Nazzaro, italijanski dirkač, * 1881, Torino, Italija, † 21. marec 1940, Italija.

## Življenjepis
Felice Nazzaro se je rodil leta 1881 v italijanskem mestu Torino. Prvi večji uspeh je dosegel v sezoni 1906, ko je na dirki za Veliko nagrado Francije, sploh prvi tovrstni dirki v zgodovini motošporta, zasedel drugo mesto. V naslednji sezoni 1907 je zmagal na dirkah za Veliko nagrado Francije in Targa Florio, v sezoni 1908 pa je bil zaradi dobrih rezultatov povabljen na dirki za Veliko nagrado ZDA, kjer je bil tretji. Na dirki za Veliko nagrado ZDA je sodeloval tudi v sezoni 1910, ko pa je moral zaradi okvare zadnje osi odstopiti. V letih 1908 in 1914 je zmagal na dirki Coppa Florio. Nato je njegovo kariero prekinila prva svetovna vojna, ki mu je vzela najboljša leta kariero. Po koncu vojne mu je uspelo doseči le še eno zmago v sezoni 1924, ko je še drugič zmagal na dirki za Veliko nagrado Francije. Umrl je leta 1940.